# الکساندرا گراسیمنیا
الکساندرا گراسیمنیا (به انگلیسی: Aleksandra Gerasimenya) (زادهٔ ۳۱ دسامبر ۱۹۸۵) شناگر اهل بلاروس است.